# Erich Hahn (Philosoph)
Erich Hahn (* 5. März 1930 in Kiel; † 24. Juni 2025 in Berlin) war ein deutscher marxistischer Philosoph. Er war in der DDR bis zur Zwangsemeritierung 1990 als Professor tätig und Mitglied des Zentralkomitees der SED.

## Leben
Erich Hahn ist der Sohn eines Volkswirtschaftlers und machte 1948 sein Abitur in West-Berlin. Danach arbeitete er auf einem volkseigenen Gut und war ein Jahr als hauptamtlicher FDJ-Funktionär tätig. Er trat 1951 in die SED ein und studierte von 1950 bis 1956 Geschichte und Philosophie an der Humboldt-Universität zu Berlin. Anschließend war er wissenschaftlicher Assistent und Oberassistent am dortigen Institut für Philosophie. 1961 promovierte er zum Dr. phil. (Über die Bedeutung des unmittelbar gesellschaftlichen Charakters der Arbeit für die Herausbildung des sozialistischen Bewußtseins der Klasse der Genossenschaftsbauern) und habilitierte sich 1965. Von 1966 bis 1989 war er an der Akademie für Gesellschaftswissenschaften beim ZK der SED tätig und leitete das dortige Institut für marxistisch-leninistische Philosophie. Als Dr. phil. habil. bekleidete er diese Stelle als Professor für Marxistisch-Leninistische Philosophie. Als Vorsitzender des Wissenschaftlichen Rats für Philosophie war Hahn in den 1970er und 1980er Jahren verantwortlich für die Koordinierung, zentrale Planung und die ideologische Kontrolle der philosophischen Forschung. Ab 1984 nahm er als DDR-Vertreter an allen sieben Gesprächsrunden zwischen SED und SPD teil. Sie mündeten 1987 in das Papier „Der Streit der Ideologien und die gemeinsame Sicherheit“.  2002 hat er  in seinem Buch „SED und SPD. Ein Dialog“ darüber berichtet.
In den 1960er Jahren war Hahn an der Etablierung der soziologischen Forschung in der DDR beteiligt. Seine frühen Arbeiten trugen dazu bei, die disziplinäre Eigenständigkeit der Soziologie, die bis Anfang der 1960er Jahre offiziell als „bürgerliche Wissenschaft“ eingestuft wurde, im marxistisch-leninistischen Wissenschaftsverständnis zu legitimieren. Ab 1976 war er Kandidat und ab 1981 Mitglied des Zentralkomitees der SED. Nach der Umbenennung der SED in PDS blieb er Mitglied. 1990 wurde er mit der Institutsabwicklung zwangsemeritiert und in den Vorruhestand versetzt. Er lebte als freier Schriftsteller in Berlin, wo er im Alter von 95 Jahren im Juni 2025 starb.

## Mitgliedschaften
- Vorsitzender des Wissenschaftlichen Rates für Marxistisch-Leninistische Philosophie der DDR
- Mitglied der Akademie der Wissenschaften der DDR
- Mitglied der Akademie der Pädagogischen Wissenschaften der DDR
- Mitglied des Ältestenrates der PDS[6]
- Mitglied des Deutschen Freidenker Verbandes[7]
- Mitglied der Marx-Engels-Stiftung e.V., Wuppertal
- Mitglied der Leibniz-Sozietät der Wissenschaften zu Berlin

## Schriften (Auswahl)
- Erich Hahn, Günter Grohmann, Kurt Krambach, Heinz Kosin, Hans-Joachim Rutsch: Probleme des historischen Materialismus und der marxistischen Sozialforschung. Fünf Aufsätze. Dietz Verlag, Berlin 1958
- Zur Herausbildung und Bedeutung des sozialistischen Bewußtseins in der Landwirtschaft der DDR. Berlin 1960 (Gesellschaft zur Verbreitung wissenschaftlicher Kenntnisse. Sektion Agrarwissenschaften Bd. 62)
- Referentenmaterial zum Thema: Zur Herausbildung und Bedeutung des sozialistischen Bewußtseins in der Landwirtschaft der DDR. Leipzig / Jena / Berlin 1960 (Referentenmaterial. Gesellschaft zur Verbreitung wissenschaftlicher Kenntnisse. Sektion Agrarwissenschaften Bd. 22)
- Vermeidet Kartoffelverluste durch sorgfältiges Ernten und richtiges Einlagern!. Markee-Paretz Institut für Landwirtschaft 1962
- Auf Lenins Art konkret soziologisch forschen und schöpferisch verallgemeinern. In: Einheit. Zeitschrift für Theorie und Praxis des Wissenschaftlichen Sozialismus Bd. 17.1962, 11, S. 96–105, ISSN 0013-2659
- Erich Hahn, Helmut Danz: Der komplexe Versorgungsplan. Die Stadtverordnetenversammlung und ihre Organe sichern eine gute Versorgung der Bevölkerung dargestellt am Beispiel der Stadt Burgstädt. Deutscher Zentralverlag, Berlin 1962
- Neue Bauernmoral. Einige ideologische Fragen der Herausbildung der sozialistischen Persönlichkeit in der LPG. Berlin 1962 (Gesellschaft zur Verbreitung wissenschaftlicher Kenntnisse. Sektion Agrarwissenschaften Bd. 19)
- Neue Bauernmoral. Einige ideologische Fragen der Herausbildung der sozialistischen Persönlichkeit in der LPG. Überarbeiteter Vortrag. Urania Verlag, Leipzig / Jena / Berlin 1962
- Historischer Materialismus. Studienanleitung. Institut für Philosophie der Humboldt-Universität Berlin 1964 (Fernstudium Philosophie)
- Soziale Wirklichkeit und soziologische Erkenntnis. Philosophisch-methodologische Aspekte der soziologischen Theorie. Deutscher Verlag der Wissenschaften, Berlin 1965[8]
- Historischer Materialismus und marxistische Soziologie. Dietz Verlag, Berlin 1968[9]
- Ideologie. Zur Auseinandersetzung zwischen marxistischer und bürgerlicher Ideologietheorie. Eine Betrachtung zum XIV. Internationalen Kongress für Philosophie, 1968. Dietz Verlag, Berlin 1969
- Sociological system conception and social prognosis. In: World Congress of Sociology. Transactions of the World Congress of Sociology / International Sociological Association. ISSN 0084-1617 Bd. 7.1970, S. 69–82
- Materialistische Dialektik und Klassenbewußtsein. Akademie-Verlag, Berlin 1974 (Zur Kritik der bürgerlichen Ideologie 39)[10][11]
- Erich Hahn, András Gedö, Wilhelm Raimund Beyer, Wladimir Iwanowitsch Samkowoj, Walter Jopke, Robert Steigerwald, Josef Schleifstein, Jindrich Filipec: Die „Frankfurter Schule“ im Lichte des Marxismus; Zur Kritik der Philosophie und Soziologie von Horkheimer, Adorno, Marcuse und Habermas. Materialien einer wissenschaftlichen Tagung veranstaltet vom Institut für Marxistische Studien und Forschungen am 21. und 22. Februar 1970 in Frankfurt am Main. Akademie Verlag, Berlin 1971[10]
- Adolf Bauer, Wolfgang Eichhorn, Erich Hahn, Frank Rupprecht: Basis und Überbau der Gesellschaft. Dietz Verlag 1974[10]
- Theoretische Probleme der marxistischen Soziologie. Köln Pahl-Rugenstein 1974 (Kleine Bibliothek. Politik, Wissenschaft, Zukunft Bd. 50) ISBN 3-7609-0140-9
- Objektive Gesetzmässigkeit und bewusstes Handeln im Sozialismus. Hauptreferat und Schlusswort auf den 4. Philosophiekongress der DDR. Dietz Verlag 1975
- Erich Hahn, Wolfgang Eichhorn: Grundlagen des historischen Materialismus. Dietz Verlag, Berlin 1976.
- Erich Hahn, Alfred Kosing: Marxistisch-leninistische Philosophie. geschrieben für die Jugend. Hrsg. vom Zentralrat der FDJ. Dietz Verlag, Berlin 1978
- Wolfgang Eichhorn, Erich Hahn, Frank Rupprecht: Wertauffassungen im Sozialismus. Dietz Verlag 1980 (Grundfragen der marxistisch-leninistischen Philosophie)
- Bürgerliche Ideologie im Zeichen der Krise. Dietz Verlag 1982.
- Vom Sinn revolutionären Handelns. Dietz Verlag 1983 (Grundfragen der marxistisch-leninistischen Philosophie)
- Erich Hahn; Alfred Kosing; Frank Rupprecht: Einführung in die marxistisch-leninistische Philosophie. Dietz Verlag 1983 (Staatsbürgerkunde. Lehrbuch für die Abiturstufe und für Lehrlinge mit Abschluss Klasse 10 von einem Kollektiv der Akademie für Gesellschaftswissenschaften beim Zentralkomitee der SED ausgearbeitet)
- Erich Hahn u. a.: Ideologie und Kunst. Akademie-Verlag, Berlin 1984 (Sitzungsberichte der Akademie der Wissenschaften der DDR. Gesellschaftswissenschaften Jg. 1984, Nr. 10/G)
- Die Friedensbewegung und die geistigen Kämpfe unserer Zeit. Eindrücke von einer Reise In: Deutsche Zeitschrift für Philosophie. Akademie-Verlag, Berlin 1986, S. 405–414, ISSN 0012-1045
- Ideologie und Frieden. Akademie Verlag, Berlin 1988 (Sitzungsberichte der Akademie der Wissenschaften der DDR Gesellschaftswissenschaften Jg. 1987, Nr. 12/G) ISBN 3-05-000528-9.
- Friedenskampf ohne Ideologie?. Dietz Verlag, Berlin 1988.
- Erhard Eppler, Iring Fetscher, Erich Hahn u. a.: Kultur des Streits. Die gemeinsame Erklärung von SPD und SED. Stellungnahmen und Dokumente. Pahl-rugenstein, Köln 1988, ISBN 3-7609-1197-8
- Zur Dialektik von Menschheitsentwicklung und Klasseninteressen. Akademie-Verlag, Berlin 1989 (Sitzungsberichte der Akademie der Wissenschaften der DDR Gesellschaftswissenschaften Jg. 1989, Nr. 10/G) ISBN 3-05-000914-4.
- Beiträge zur Geschichte der DDR. Verein „Helle Panke“ e. V., Berlin 1993 (Klartext Heft 4).
- Michael Brie, Erich Hahn, Reinhard Mocek, Gregor Schirmer: Schiff ohne Kompaß? Marxistische Gesellschaftswissenschaften und sozialistische Politik. Controvers Verlag, Berlin 1993
- Erich Hahn, Ekkehard Lieberam: Ideologie. Parlamente und Parteien. GNN Verlag Sachsen, Berlin 1998 (Marx. Lesehefte 2)
- SED und SPD. Ein Dialog. Ideologie-Gespräche zwischen 1984 und 1989. Edition Ost, Berlin 2002, ISBN 3-360-01038-8.
- Postmoderne Ästhetisierung . Konzept und Realität. In: Hermann Kopp und Werner Seppmann (hrsg.): Gescheiterte Moderne? Zur Ideologiekritik des Postmodernismus. Neue-Impulse Verlag, Essen, 2002
- Positionen zum SED / SPD-Dialogpapier von 1987. Nach-Lese in veröffentlichten und bisher unveröffentlichten Quellen. Gesellschaftswissenschaftliches Forum, Berlin 2003 (Hefte zur DDR-Geschichte 84)
- Wider die „Logik der Irrationalität“. Der Beitrag von Georg Lukács zur Auseinandersetzung mit der faschistischen Ideologie. Eine Reflexion über die Aktualität des ungarischen Philosophen und Literaturwissenschaftlers anläßlich seines heutigen 120. Geburtstages. Junge Welt, Berlin vom 13. April 2005.
- Erich Hahn: Ideologische Probleme des neuen Imperialismus. In: Ideologie des neuen Imperialismus und ihre Positionen zu Krieg und Frieden. Beiträge zum 11. Dresdner Symposium „Für eine globale Friedensordnung“ am 18. November 2006. (Hrsg.) Dresdener Studiengemeinschaft Sicherheitspolitik (DSS) e. V: DSS-Arbeitspapiere, Dresden 2007, Heft 83, S. 4–21. urn:nbn:de:bsz:14-qucosa2-340124
- mit Thomas Metscher, Werner Seppmann: Kritik des gesellschaftlichen Bewusstseins: Über Marxismus und Ideologie, Laika-Verlag, Hamburg 2016, ISBN 978-3-944233-61-1.
- Erich Hahn: Lukács und der orthodoxe Marxismus. Eine Studie zu »Geschichte und Klassenbewusstsein«. Aurora Verlag, Berlin 2017, ISBN 978-3-359-02542-9.

## Herausgeber (Auswahl)
- Wolfgang Eichhorn I, Erich Hahn u. a.: Wörterbuch der marxistisch-leninistischen Soziologie. Dietz Verlag 1966[12]
- Wolfgang Eichhorn I, Erich Hahn, Günter Heyden, Manfred Puschmann, Robert Schulz, Horst Taubert: Wörterbuch der marxistisch-leninistischen Soziologie. 2. Aufl. Westdeutscher Verlag, Opladen, 1971 (UTB Taschenbuch 71) ISBN 3-531-11063-2.
- Sergej Ivanovič Gončaruk, Vjačeslav Grigor'evič Vinogradov: Gesetze der Gesellschaft und wissenschaftliche Voraussicht.[13] Von den Autoren für die Übersetzung durchgesehen und gekürzt. Hrsg. im Auftrag des Wissenschaftlichen Rates für philosophische Forschung der DDR von Wolfgang Eichhorn I, Erich Hahn. Frank Rupprecht. Übersetzt Werner Rossade. Dietz Verlag Berlin 1974[10]
- Wolfgang Eichhorn, Erich Hahn, Frank Rupprecht (Hrsg.): Die Gesetzmäßigkeit der sozialen Entwicklung. Dietz Verlag 1975
- G. J. Gleserman: Klassen und Nationen.[14] Hrsg. im Auftrag des Wissenschaftlichen Rates für philosophische Forschung der DDR von Wolfgang Eichhorn, Erich Hahn, Frank Rupprecht. Aus den Russischen übersetzt von Adolf Bauer und Christian Zak. Dietz Verlag 1975 (Grundfragen der marxistisch-leninistischen Philosophie)
- Wolfgang Eichhorn I., Erich Hahn, Frank Rupprecht: Dialektik des Geschichtsprozesses in der Epoche des Übergangs vom Kapitalismus zum Sozialismus. V. Philosophie-Kongreß der DDR, 21.-23. Nov. 1979 in Berlin. Dietz Verlag 1980
- Toleranz im Spannungsfeld religiöser, sozialer und kultureller Pluralität. Gemeinsame Wissenschaftliche Konferenz der Leibniz-Sozietät e. V. und des Mittelstandsverbandes Oberhavel e.V. am 23. Oktober 2004 in Oranienburg. Trafo Verlag, Berlin 2005 (Sitzungsberichte der Leibniz-Sozietät e.V. 77) ISBN 3-89626-518-0
- Erich Hahn, Silvia Holz-Markun: Die Lust am Widerspruch. Theorie der Dialektik – Dialektik der Theorie. Symposium aus Anlass des 80. Geburtstages von Hans Heinz Holz. Trafo-Verlag, Berlin 2008 (Abhandlungen der Leibniz-Sozietät der Wissenschaften Bd. 22)

## Ehrung
- 1969 Vaterländischer Verdienstorden in Bronze
- 1971 Vaterländischer Verdienstorden in Silber[15]
- 1977 Nationalpreisträger der DDR[16]
- 1982 Orden Banner der Arbeit[17]